# آموس بادلی
آموس بادلی (انگلیسی: Amos Baddeley؛ ۱۸۸۵ – ۳ نوامبر ۱۹۵۷ (aged 72)Sydney Australia) بازیکن فوتبال اهل بریتانیا بود.
از باشگاه‌هایی که در آن بازی کرده‌است می‌توان به باشگاه فوتبال استوک سیتی، باشگاه فوتبال والسال، و باشگاه فوتبال بلکپول اشاره کرد.